# O Beijo No Asfalto
O Beijo No Asfalto és una pel·lícula dramàtica brasilera de 1980 dirigida per Bruno Barreto, amb guió de Doc Comparato basada en l'obra de teatre homònima de Nelson Rodrigues.

## Argument
Després de ser atropellat, i estar a punt de morir, un home li demana a Arandir que li faci un petó en la boca. Aquest fet es converteix en notícia per a la premsa generalista i Arandir passa a ser blanc dels preconceptes culturals reprimits. La policia, per part seva, comença a investigar-lo en suposar que l'accident ha estat un assassinat.

## Repartiment principal
- Tarcísio Meira.... Aprígio
- Lídia Brondi.... Dália
- Daniel Filho.... Amado Pinheiro
- Ney Latorraca.... Arandir
- Oswaldo Loureiro.... Cunha
- Christiane Torloni.... Selminha
- Thelma Reston - Matilde
- Nélson Caruso - Werneck
- Flávio São Thiago - Aruca
- Lícia Magna - Judite
- Marcos Miranda - Marcos
- Estelita Bell - recepcionista d'hotel

## Comentaris
La pel·lícula va ser seleccionada per a representar al Brasil en els Festivals de Mont-real i de Chicago.
El 2018 es va estrenar una segona versió. Dirigida per Murilo Benicio i protagonitzada per Debora Falabella i Fernanda Montenegro.